# 6268 Versailles
A 6268 Versailles (ideiglenes jelöléssel 1990 SS5) a Naprendszer kisbolygóövében található aszteroida. Eric Walter Elst fedezte fel 1990. szeptember 22-én.